# Désiré
Désiré is een windmolen in Megen, gemeente Oss in Noord-Brabant. De molen staat binnen de bebouwing aan de rand van het stadje.
Het is een ronde stenen stellingmolen uit 1865, gedekt met dakleer, met een vlucht van 24,00 m, die heeft gedraaid als korenmolen en voor het malen van schors. De molen is in de jaren 50 stilgevallen, maar in 1972 gerestaureerd. Bij die gelegenheid heeft molenaar v.d.Camp de naam van zijn jongste dochter Désiré aan de molen gegeven.
Het bijzondere aan de molen is dat hij naast twee koppels maalstenen voor graan ook een authentiek koppel molenstenen voor het het malen van schors behouden heeft.
De molen is maalvaardig en wordt thans door vrijwilligers bemand. Men kan de molen bezoeken op woensdagen tussen 10.00 en 14.00 uur en op zaterdagen tussen 11.00 en 15.00 uur